# Parastrangalis pallescens
Parastrangalis pallescens är en skalbaggsart som beskrevs av Holzschuh 1993. Parastrangalis pallescens ingår i släktet Parastrangalis och familjen långhorningar. Inga underarter finns listade i Catalogue of Life.